# Susie Brunson
Susie Brunson (nascida Jackson; 25 de dezembro de 1870/25 de outubro de 1882? - 29 de novembro de 1994) foi uma supercentenária americana não verificada.

## Biografia
Susie nasceu em Bamberg, Carolina do Sul, a filha de Randall Jackson e Carrie Moyer. Ela cresceu na área e sua família mais tarde mudou-se para Aiken. Ela se casou com George (James) Davis e teve vários filhos com ele, a maioria dos quais morreu na infância. Depois da morte de seu primeiro marido, ela se casou com William Robinson e teve um filho com ele antes de sua morte. Seu terceiro e último marido foi Adam Brunson.
Em 1932, ela mudou-se para Long Island, Nova Iorque para viver com sua filha, Mary McDaniel. Ela permaneceu lá até 1987, quando se mudou para Wilmington, Carolina do Norte. Susie morreu no Centro Médico Regional de Nova Hanôver, em Wilmington, Carolina do Norte, em 29 de novembro de 1994, com a idade reinvidacada de 123 anos e 339 dias, no entanto a sua idade real possivelmente era de 112 anos e 35 dias.